# Dopiaza
Dopiaza (a veces denominado también como Dupiaza o do piazza) es un curry de la cocina india. Tiene la característica de ser preparado con una gran cantidad de cebollas, tanto en la preparación del curry como en la decoración posterior del plato. Precisamente do piazza significa en urdu doble de cebolla procedente del persa  دوپیازه. Es un ejemplo de la cocina Hyderabadi de la región de Hyderabad. 

## Características
Las cebollas se añaden separadamente en dos etapas durante el cocinado, de ahí que su nombre signifique precisamente: Do-piaza ("dos cebollas"). En la primera etapa se añade la cebolla muy picada que se sofríe con las especias. El plato elaborado suele contener carnes de diversos tipos, generalmente de vaca, oveja, pollo o incluso gambas; también puede ser preparado a estilo vegetariano. Dependiendo de su contenido cárnico se denomina dopiazza de pollo, de cordero, etc. Cuenta la leyenda popular que el plato fue inventado por un mensajero del emperador Mughal Akbar accidentalmente cuando añadió una gran cantidad de cebollas al plato.